# 鈴木大仁
鈴木 大仁（すずき ともよし、1966年10月27日 - ）は、日本の実業家。元全国信用協同組合連合会（全信組連）常務理事、元古川信用組合理事長。

## 人物・経歴
1966年生まれ。1990年3月千葉商科大学商経学部卒業。1990年4月全国信用協同組合連合会入会。2006年4月本店営業第二部主任調査役、2007年4月総務人事部秘書室長 、2010年4月人事部人事企画課長、2011年6月人事部副部長、2013年7月名古屋支店支店長、2017年7月人事部部長、2018年6月常勤理事人事部長、2023年6月常勤理事退任、同年6月古川信用組合理事長就任。2024年6月理事長退任。